# New Haven Nighthawks
Die New Haven Nighthawks waren ein US-amerikanisches Eishockeyfranchise der American Hockey League aus New Haven, Connecticut. Die Spielstätte der Nighthawks war das New Haven Coliseum.

## Geschichte
Die New Haven Nighthawks wurden 1972 als Franchise der American Hockey League gegründet. Bereits in ihrer dritten AHL-Spielzeit erreichten die Nighthawks in der Saison 1974/75 erstmals das Finale um den Calder Cup, in dem sie den Springfield Indians mit 1:4 Siegen unterlagen. Nach zwei Jahren, in denen New Haven nicht über die erste Playoffrunde hinauskam, scheiterten sie 1977/78 und 1978/79 jeweils im Finale an den Maine Mariners. Zum vierten und letzten Mal zog New Haven in der Saison 1988/89 ins Finale um dem Calder Cup ein, unterlag jedoch erneut dem Gegner, in diesem Fall den Adirondack Red Wings. 
Nach der Saison 1991/92 ging das Franchise eine Kooperation mit den neugegründeten Ottawa Senators aus der National Hockey League ein und wurde als Farmteam Ottawas in New Haven Senators umbenannt.

## Team-Rekorde

### Karriererekorde
Spiele: 534  Tom Colley
Tore: 204  Tom Colley
Assists: 281  Tom Colley
Punkte: 485  Tom Colley
Strafminuten: 688  Al Tuer

## Bekannte ehemalige Spieler
- Todd Elik
- Stan Drulia
- Glenn Healy
- Pete LoPresti
- Willie O’Ree
- Glenn Resch
- Don Waddell